# Aires protégées du Laos
Le Laos compte 19 aires protégées. Elles sont nommées « National Biodiversity Conservation Areas » (NBCA) en anglais.

## Histoire
Les premières zones protégées sont établies en 1993. Leurs objectifs sont de préserver les ressources naturelles, protéger la nature et préserver les paysages naturels pour le tourisme et la recherche scientifique.

## Liste
| Nom                                     | Province                                                    | Superficie (km2) |
| --------------------------------------- | ----------------------------------------------------------- | ---------------- |
| Aire protégée de Dong Ampham (en)       | Attapeu, Sékong                                             | 2 000            |
| Aire protégée de Dong Hua Sao (en)      | Champassak                                                  | 1 100            |
| Aire protégée de Dong Phou Vieng (en)   | Savannakhet                                                 | 1 970            |
| Aire protégée de Hin Nam Nor            | Khammouane                                                  | 820              |
| Aire protégée de Nakai-Nam Theun        | Khammouane                                                  | 3 532            |
| Aire protégée de Nam Et-Phou Louey (en) | Houaphan, Luang Prabang, Xieng Khouang                      | 4 107            |
| Aire protégée de Nam Ha (en)            | Luang Namtha                                                | 2 224            |
| Aire protégée de Nam Kading (en)        | Borikhamxay, Khammouane                                     | 1 690            |
| Aire protégée de Nam Phoui (en)         | Sayaboury                                                   | 1 912            |
| Aire protégée de Nam Xam                | Houaphan                                                    | 700              |
| Aire protégée de Phou Den Din (en)      | Phongsaly                                                   | 2 220            |
| Aire protégée de Phou Hin Poun          | Khammouane                                                  | 1 500            |
| Aire protégée de Phou Khao Khouay       | Borikhamxay, Vientiane, Xaisomboun, Préfecture de Vientiane | 2 000            |
| Aire protégée de Phou Phanang           | Vientiane, Préfecture de Vientiane                          | 700              |
| Aire protégée de Phou Xang He (en)      | Savannakhet                                                 | 1 099            |
| Aire protégée de Phou Xieng Thong (en)  | Champassak, Saravane                                        | 1 200            |
| Aire protégée de Xe Bang Nouan          | Saravane, Savannakhet                                       | 1 500            |
| Aire protégée de Xe Pian (en)           | Attapeu, Champassak                                         | 2 400            |
| Aire protégée de Xe Sap                 | Saravane, Sékong                                            | 1 335            |

## Conventions internationales

### Sites Ramsar
La convention de Ramsar est entrée en vigueur au Laos le 28 septembre 2010.
En janvier 2020, le pays compte 2 sites Ramsar, couvrant une superficie de 147,6 km2.

### Zones importantes pour la conservation des oiseaux
Les zones importantes pour la conservation des oiseaux correspondent à un inventaire scientifique dressé en application d'un programme international de Birdlife International visant à recenser les zones les plus favorables pour la conservation des oiseaux sauvages.
En 2022, le Laos possède 27 zones importantes pour la conservation des oiseaux, couvrant une surface de 2 384 985 ha. Il a été inventorié dans le pays 699 espèces d'oiseaux, dont 30 menacées et une endémique.